# Xenoclystia
Xenoclystia là một chi bướm đêm thuộc họ Geometridae.